# Phyllidiidae
Phyllidiidae Rafinesque, 1815 è una famiglia di molluschi nudibranchi.

## Descrizione
Le specie di questa famiglia hanno un corpo grossolanamente ovale, con mantello marcatamente tubercolato, ricco di spicole calcaree o chitinose, con pattern di colorazione contrastanti. Hanno rinofori lamellari, retrattili e sono privi del caratteristico ciuffo branchiale, tipico della maggior parte dei doridoidei; al pari degli altri membri della superfamiglia Phyllidioidea sono inoltre privi di radula ed hanno un apparato buccale di tipo succhiante.

## Biologia
Si nutrono in prevalenza di spugne.

## Distribuzione e habitat
La maggior parte delle specie di questa famiglia si trovano nell'Indo-Pacifico; solo un esiguo numero di specie è presente nell'Atlantico e nel Mediterraneo.

## Tassonomia
La famiglia comprende i seguenti generi:
- Ceratophyllidia Eliot, 1903 (2 sp.)
- Phyllidia Cuvier, 1797 (28 sp.)
- Phyllidiella Bergh, 1869 (14 sp.)
- Phyllidiopsis Bergh, 1876 (31 sp.)
- Reticulidia Brunckhorst, 1990 (4 sp.)

In passato venivano inclusi altri due generi, ora considerati dei sinonimi:
- Fryeria Gray, 1853 - sinonimo di Phyllidia Cuvier, 1797
- Reyfria Yonow, 1986 sinonimo di Phyllidia Cuvier, 1797